# Adelina Kondrátieva
Adelina Kondrátieva (Buenos Aires, 12 de febrero de 1917 — Moscú, 14 de diciembre de 2012) fue una traductora y brigadista de origen ruso, que participó en la Guerra Civil en auxilio de la Segunda República Española. Por su posterior dedicación a ese periodo histórico llegó a ser elegida presidenta de Asociación Archivo, Guerra y Exilio y en 2009 se le concedió pasaporte español.

## Biografía
Hija de Benjamín Abramson y nacida Adelina Veniamínovna Abramson en Buenos Aires en 1917, capital argentina en la que su familia se había exiliado en 1910, huyendo del régimen zarista ruso, y donde su padre trabajaba como delegado comercial. Tras el golpe del General José Félix Uriburu en septiembre de 1932 Abramson fue «detenido, torturado y expulsado». La familia (padre, madre, Adelina y su hermana Paulina, dos años mayor) se trasladó a Montevideo, y de allí consiguieron regresar a la Unión Soviética. La etiqueta de ‘trotskista’ que pesaba sobre Abramson limitó su reinserción en la nueva estructura soviética (Adelina tuvo que solicitar tres veces el ingreso en la Unión de Juventudes Comunistas), hasta el punto de que en enero de 1937 Adelina y su padre salieron de la URSS de forma clandestina, y tras un viaje rocambolesco consiguieron llegar España, donde ya los esperaba Paulina.

### En la guerra civil española
Una vez en Barcelona, Benjamín Abramson marchó al frente de Aragón, mientras sus hijas continuaron viaje hasta Valencia. En la capital del Turia Adelina, con apenas 19 años, entró en contacto con Yákov Smushkévich, quien se hacía llamar “General Douglas”, comandante de la aviación republicana, que ofreció a Adelina ingresar como intérprete y traductora dentro del Estado mayor de la Fuerza Aérea de la República instalado en la finca de Los Llanos, cerca de Albacete. En aquellos días, recuerda en sus memorias haber sido testigo del bombardeo a que la ciudad fue sometida por la aviación franquista el 20 de febrero de 1937.
Por su parte, su hermana Paulina Abramson trabajó como traductora con el cineasta Román Karmén (Roman Karmen) y el periodista Mijaíl Koltsov, hasta entrar como intérprete al servicio del comandante “Xanti”, «asesor de Durruti en la defensa de Madrid y organizador del XIV Cuerpo de Guerrilleros de la República».

### Regreso a la URSS
En 1938, la familia Abramson volvió a Moscú y Adelina ingresó en la Universidad Obrera para adultos, especializándose en la «historia del movimiento sindical norteamericano». Comenzó a trabajar en el Instituto Militar de Idiomas y a partir de 1941 estudió italiano en la Facultad Militar de Idiomas Extranjeros. Teniente Superior del Ejército Soviético entre 1941-1949, sirvió de forma activa entre 1941-1949 durante la ocupación alemana de la URSS, en especial como intérprete en los campos de prisioneros italianos y españoles. Terminada la contienda, fue condecorada con la Orden de la Estrella Roja, se casó con Aleksandr Kondrátiev, militar, y dio a luz a su hija Yelena. Sin embargo, la progresiva ascensión del estalinismo supuso para su padre un destino similar al de otros participantes en la guerra civil española. Benjamín Abramson sería detenido en 1951, con 63 años, acusado de trotskista, recluido cinco años en el Gulag y, tras la muerte de Stalin, liberado.
Kondrátieva fue jefa de la cátedra de español en el Instituto de Pedagogía de Moscú, y dedicó el último periodo de su vida a implicarse en algunos de los capítulos más delicados de la historia de España; así, sus trabajos con Ángel Viñas y Paul Preston. Lideró la sección española de militares participantes en la Guerra Civil en el Comité de Veteranos de Rusia, y mantuvo estrecha colaboración con los hispanistas rusos y el Centro Español de Moscú. En 1994, publicó con el título de Mosaico roto un libro de memorias, escrito en colaboración con su hermana Paulina. Se la considera una de las principales impulsoras de la recuperación de la memoria histórica en compañía de Dolores Cabra, y a su persona quedará siempre ligada el Homenaje a las Brigadas Internacionales organizado en 1996 y la creación en 1998 de la Asociación Archivo, Guerra y Exilio (AGE), que presidió hasta su muerte, ocurrida en Moscú a las 5:30 de la madrugada del día 14 de diciembre de 2012, con 95 años de edad.